# Enrico Poggi (velista)
Massimo Enrico Poggi (Genova, 30 gennaio 1908 – Genova, 16 ottobre 1976) è stato un velista italiano, vincitore della medaglia d'oro nella vela (classe 8 metri) ai Giochi olimpici di Berlino 1936 in equipaggio con Luigi De Manincor, Giovanni Reggio, Domenico Mordini, Bruno Bianchi e Luigi Poggi.

## Carriera
Dopo la guerra partecipò anche ai Giochi olimpici di Londra 1948 e Helsinki 1952. Era fratello di Luigi Poggi.

## Palmarès
| Anno | Manifestazione  | Sede    | Risultato | Gara           |
| ---- | --------------- | ------- | --------- | -------------- |
| 1936 | Giochi olimpici | Berlino | Oro       | Classe 8 metri |